# گمینا ستسمین
گمینا ستسمین (به لهستانی:  Gmina Secemin) یک گمینا در لهستان است که در شهرستان وووشچووا واقع شده‌است. گمینا ستسمین ۱۶۴٫۱۳ کیلومتر مربع مساحت و ۵٬۱۷۱ نفر جمعیت دارد.